# Arquidiócesis de Kalocsa-Kecskemét
La arquidiócesis de Kalocsa-Kecskemét (en latín: Archidioecesis Colocen(sis)-Kecskemeten(sis) y en húngaro: Kalocsa-Kecskeméti főegyházmegye) es una circunscripción eclesiástica latina de la Iglesia católica en Hungría, sede metropolitana de la provincia eclesiástica de Kalocsa-Kecskemét. La arquidiócesis tiene al arzobispo Balázs Bábel como su ordinario desde el 25 de junio de 1999. 

## Territorio y organización

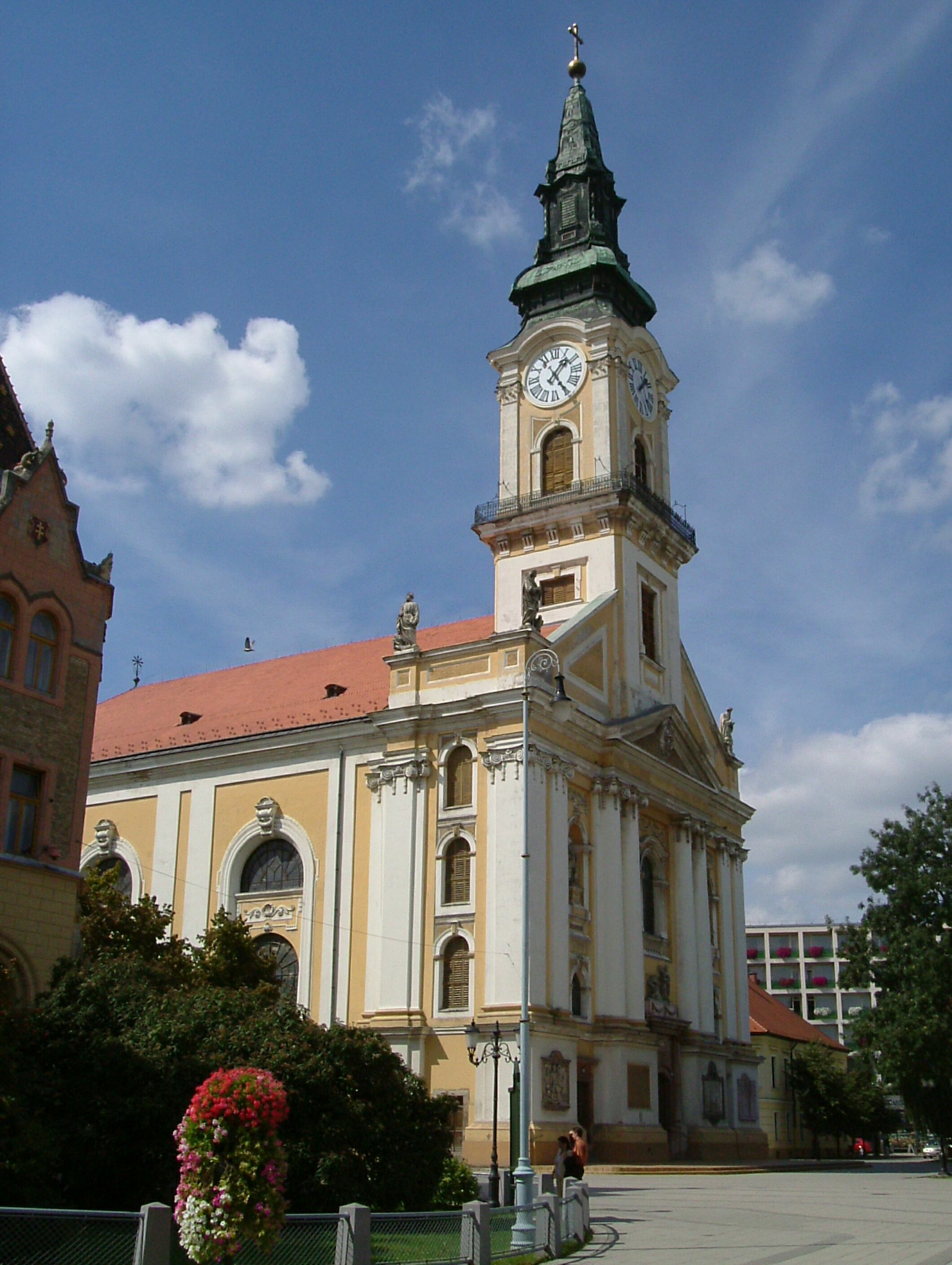
Concatedral de la Ascensión del Señor (Kecskemét)

La arquidiócesis tiene 1543 km² y extiende su jurisdicción sobre los fieles católicos de rito latino residentes en el condado de Bács-Kiskun.
La sede de la arquidiócesis se encuentra en la ciudad de Kalocsa, en donde se halla la Catedral de la Asunción. En Kecskemét se encuentra la Concatedral de la Ascensión del Señor.
En 2019 en la arquidiócesis existían 127 parroquias.
La arquidiócesis tiene como sufragáneas a las diócesis de: Pécs y Szeged-Csanád.

## Historia
La diócesis de Kalocsa y Bács fue erigida en 1010 por san Esteban de Hungría. Se creía que Kalocsa y Bács eran sedes independientes, unidas más tarde, pero estudios más recientes han establecido que era una sola sede, cuyos obispos residían en Kalocsa o en Bács. En las dos localidades hubo capítulos catedralicios distintos.
En 1135 la diócesis de Kalocsa y Bács fue elevada al rango de arquidiócesis metropolitana y la elección de los arzobispos se reservó a los capítulos unidos, en una asamblea que debía tener lugar en una tercera ciudad. La cuestión de la elevación a sede metropolitana también es controvertida: Asztrik ya disfrutaba del título de arzobispo, que se encuentra para Fabiano, el quinto obispo. Algunos eruditos sostienen que la metrópolis de Kalocsa y Bács se extendía en el siglo XI a la diócesis de Bihar (hoy diócesis de Oradea) y de Transilvania (hoy arquidiócesis de Alba Iulia), a la que pertenece la diócesis de Csanád (hoy diócesis de Szeged-Csanád).
La importancia de la sede se confirmó en 1175, cuando, dado que la sede de Esztergom estaba vacante, le tocó al arzobispo de Kalocsa coronar al rey Bela III de Hungría. El hecho se repitió en 1204 cuando el arzobispo Juan coronó a Ladislao II de Hungría. En 1212 se sancionó el derecho de los arzobispos de Kalocsa en caso de ausencia o negativa del arzobispo de Esztergom. Unos años más tarde, el arzobispo Ugrinus estableció el primer gran hospital de Kalocsa y en 1229 añadió la diócesis de Sirmio a sus sufragáneas. La nueva diócesis fue un baluarte en la lucha contra los patarinos, herejes muy extendidos en Bosnia. Los arzobispos se comprometieron a oponerse a la difusión de sus doctrinas. El mismo arzobispo Ugrinus tuvo el honor de coronar a Andrés II de Hungría. Luego cayó en batalla contra los tártaros en 1241.
La actividad misionera llevada a cabo en Valaquia desde el siglo XIII por las órdenes mendicantes franciscanas y dominicas llevó a la erección de las diócesis de Argeș y Severino, respectivamente en 1381 y 1382, que fueron asignadas como sufragáneas a la metrópolis de Kalocsa.
En el siglo XV dos figuras destacadas se sentaron en la silla de Kalocsa: Andrea Brenti, que tuvo un papel importante en la preparación del Concilio de Constanza e István Várdai, figura típica de un obispo renacentista, hombre de gran cultura humanística, quien llevó la influencia a Kalocsa del Renacimiento italiano y luego fue creado cardenal. Su trabajo en Kalocsa fue intenso y orgánico: celebró el sínodo diocesano, instituyó una visita pastoral a las parroquias, se centró en la formación del clero, envió a jóvenes clérigos a las universidades europeas, fundó una biblioteca y también se ocupó de los ingresos de la arquidiócesis.
En 1526 el arzobispo franciscano Pál Tomori dirigió el ejército en la batalla de Mohács, en la que encontró la muerte. La derrota marcó la conquista otomana y el declive de la arquidiócesis; los arzobispos bajo el yugo de los turcos ya no podían ejercer sus funciones. Sin embargo, la Santa Sede continuó nombrando arzobispos para esta sede, considerándola al mismo tiempo tierra de misión encomendada a los franciscanos, quienes también se ocuparon de los cristianos que emigraron a esta región desde Dalmacia después de 1550.
La jurisdicción arzobispal efectiva se interrumpió durante el período de dominación turca y se restableció durante el episcopado del cardenal Leopold Karl von Kollonitsch en la última década del siglo XVII. Fue su sucesor Pál Szécsényi quien construyó un palacio para la curia y construyó una iglesia parroquial, mientras que su sucesor Imre Csáky hizo construir la catedral. A pesar de estos esfuerzos, en 1733 el arzobispo Gabriel Herman Antun Patačić encontró que la arquidiócesis aún estaba por reorganizar: fue él quien estableció el seminario diocesano y restauró el cabildo catedralicio.
Tras el Tratado de Trianón, el 10 de febrero de 1923, la región de Bačka, que pasó a formar parte del Reino de Yugoslavia, fue arrebatada a la arquidiócesis y erigida en administración apostólica, que se convirtió en la diócesis de Subotica en 1968. A partir de ese momento, la arquidiócesis asumió el único nombre de Kalocsa.
El 31 de mayo de 1993, con la bula Hungarorum gens del papa Juan Pablo II, se revisaron los límites de las diócesis húngaras. La arquidiócesis de Kalocsa amplió su territorio que se hizo coincidir con la provincia de Bács-Kiskun mediante la adquisición de varios municipios de las diócesis de Vác y Pécs; a esta última diócesis cedió el municipio de Bogyiszló. Al mismo tiempo, la arquidiócesis tomó su nombre actual.

## Estadísticas
De acuerdo al Anuario Pontificio 2020 la arquidiócesis tenía a fines de 2019 un total de 360 317 fieles bautizados.
| Año                                                                             | Población            | Población | Población      | Sacerdotes | Sacerdotes    | Sacerdotes    | Bautizados por sacerdote | Diáconos permanentes | Religiosos | Religiosos | Parroquias |
| Año                                                                             | Bautizados católicos | Total     | % de católicos | Total      | Clero secular | Clero regular | Bautizados por sacerdote | Diáconos permanentes | Varones    | Mujeres    | Parroquias |
| ------------------------------------------------------------------------------- | -------------------- | --------- | -------------- | ---------- | ------------- | ------------- | ------------------------ | -------------------- | ---------- | ---------- | ---------- |
| 1950                                                                            | 606 000              | 880 000   | 68.9           | 402        | 357           | 45            | 1507                     |                      | 72         | 694        | 207        |
| 1970                                                                            | 210 000              | 263 982   | 79.6           | 148        | 148           |               | 1418                     |                      |            |            | 81         |
| 1980                                                                            | 218 529              | 259 171   | 84.3           | 107        | 107           |               | 2042                     |                      |            |            | 77         |
| 1990                                                                            | 200 474              | 241 109   | 83.1           | 95         | 92            | 3             | 2110                     | 1                    | 3          |            | 77         |
| 1999                                                                            | 398 000              | 537 084   | 74.1           | 100        | 99            | 1             | 3980                     | 7                    | 1          | 84         | 81         |
| 2000                                                                            | 412 000              | 555 980   | 74.1           | 100        | 100           |               | 4120                     | 9                    |            | 85         | 79         |
| 2001                                                                            | 422 406              | 557 112   | 75.8           | 93         | 93            |               | 4542                     | 10                   |            | 79         | 76         |
| 2002                                                                            | 421 314              | 555 340   | 75.9           | 91         | 91            |               | 4629                     | 10                   |            | 95         | 75         |
| 2003                                                                            | 419 790              | 553 330   | 75.9           | 95         | 95            |               | 4418                     | 11                   |            | 85         | 138        |
| 2004                                                                            | 379 072              | 546 345   | 69.4           | 92         | 91            | 1             | 4120                     | 11                   | 1          | 85         | 138        |
| 2006                                                                            | 379 072              | 546 345   | 69.4           | 103        | 102           | 1             | 3680                     | 11                   | 1          | 83         | 138        |
| 2011                                                                            | 371 833              | 541 005   | 68.7           | 103        | 102           | 1             | 3610                     | 12                   | 1          | 59         | 136        |
| 2013                                                                            | 368 755              | 536 409   | 68.7           | 110        | 108           | 2             | 3352                     | 11                   | 2          | 51         | 127        |
| 2016                                                                            | 364 996              | 530 565   | 68.8           | 103        | 101           | 2             | 3543                     | 13                   | 2          | 43         | 127        |
| 2019                                                                            | 360 317              | 523 793   | 68.8           | 104        | 104           |               | 3464                     | 11                   |            | 36         | 127        |
| Fuente: Catholic-Hierarchy, que a su vez toma los datos del Anuario Pontificio. |                      |           |                |            |               |               |                          |                      |            |            |            |

## Episcopologio
- San Asztrik, O.S.B. † (1000-después de 1046)
- György I † (1050-?)
- Benedek I † (mencionado en 1055)
- Dezső † (1075-1093)
- Fabiano † (1094-?)
- Ugolino † (1103-?)
- Pál I † (1111)
- Fulberto † (1111-?)
- Gergely I † (1124-?)
- Francica † (1131-1134)
- Simon † (1135-?)
- Muchia † (1142-1149)
- Miko † (1149-1165)
- Sayna † (1167-?)
- Kosma † (1169-?)
- Endre I † (1176-?)
- István I † (1182-1187)
- Péter I † (1187-?)
- Pál II † (1189-1190)
- Saul de Hédervar † (1192-1202 falleció)
- Johannes von Meran † (1202-6 de octubre de 1205 nombrado arzobispo de Esztergom)
- Bertoldo di Andechs-Merania † (1207-1218 nombrado patriarca de Aquileia)
- Ugrinus † (1219-1241 falleció)
- Benedek II † (1241-25 de febrero de 1254 nombrado arzobispo de Esztergom)
- Tamás I † (1254-1255)
- István II † (1256-1256)
- Smaragdus de Sambok † (1257-de julio de 1265 falleció)
- Benedek III † (1265-?)
- István III † (11 de diciembre de 1266-1278)
- Ján † (1279-de noviembre de 1301 falleció)
- István IV † (1302-? falleció)
- Vince † (1306-? falleció)
- László, O.F.M. † (15 de agosto de 1317-1337 o 1338 falleció)
  - Sede vacante (1338-1343)
- László Kobal † (24 de marzo de 1343-1345 falleció)
- István Harcsáki † (2 de marzo de 1345-1349? falleció)
- Miklós Vásári † (1349-11 de enero de 1350 nombrado arzobispo de Esztergom)
- Dionizije Lacković † (11 de enero de 1350-? falleció)
- Miklós Keszei † (4 de agosto de 1356-8 de octubre de 1358 nombrado arzobispo de Esztergom)
- Tamás Telegdi † (25 de agosto de 1358-10 de febrero de 1367 nombrado arzobispo de Esztergom)
- István VI, O.E.S.A. † (10 de febrero de 1367-circa 1379 nombrado patriarca de Jerusalén)
- Lajos † (antes de 1383-1391)
- Miklós Bebek † (19 de diciembre de 1391-después de 1399 falleció)
- Ivan Šipuški † (28 de marzo de 1401-después de 1402)
  - Crisogono de Dominis † (1403-? falleció) (obispo electo)
- Andrea Brenti † (4 de enero de 1413-1418)
- Kármán Scolari † (23 de febrero de 1420-1423)
- Giovanni Buondelmonti † (5 de noviembre de 1424-1447)
- Matthias de Labischino † (8 de julio de 1449-?)
- Rafael Herczeg † (31 de agosto de 1450-1456 falleció)
- István Várdai † (25 de febrero de 1457-de febrero de 1471 falleció)
- Gábor † (24 de mayo de 1471-1479 falleció)
- György † (1 de febrero de 1479-1480 falleció)
- Péter Várdai † (16 de febrero de 1481-1501 falleció)
- László Geréb † (14 de febrero de 1502-11 de diciembre de 1503)
- Gregorio Frangipane † (11 de diciembre de 1503 por sucesión-1520)
- Pál Tomori, O.F.M. † (4 de febrero de 1523-29 de agosto de 1526 falleció)
- János Orszagh † (1527-1529)
- Francesco Frangipane † (1530-1543 falleció)
  - Sede vacante (1543-1582)
- Juraj Drašković von Trakošćan † (30 de abril de 1582-21 de enero de 1587 falleció)
  - Sede vacante (1587-1596)
- János Kuthassy † (1596-4 de junio de 1599 nombrado arzobispo de Esztergom)[3]
- Márton Pethe de Hetes † (15 de diciembre de 1600-3 de octubre de 1605 falleció)
- István Szuhay † (5 de octubre de 1607-9 de junio de 1608 falleció)
- Demeter Náprágyi † (27 de enero de 1610-25 de marzo de 1616 falleció)
- Bálint Lépes † (1619-1623 falleció)
- János Telegdy † (1624-1647 falleció)
- János Püsky † (14 de febrero de 1650-1658/1660 falleció)
  - György Szelépcsenyi (Juraj Pohronec-Slepčiansky) † (1658/1660-3 de agosto de 1667 nombrado arzobispo de Esztergom) (no confirmado)
- Petar Petretić † (3 de agosto de 1667-12 de octubre de 1667 falleció)
  - Sede vacante (1667-1678)
- György Széchényi † (18 de abril de 1678[4] -2 de septiembre de 1686[5] nombrado arzobispo de Esztergom)
  - Sede vacante (1686-1690)
- Leopold Karl von Kollonitsch † (6 de marzo de 1690-22 de agosto de 1695 nombrado arzobispo de Esztergom)
- Pál Széchényi, O.S.P.P.E. † (1 de julio de 1697-22 de mayo de 1710 falleció)
  - Sede vacante (1710-1714)
- Imre Csáky † (19 de noviembre de 1714-28 de agosto de 1732 falleció)
- Gabriel Herman Antun Patačić † (28 de septiembre de 1733-5 de diciembre de 1745 falleció)
- Miklós Csáky de Keres-Szeg † (4 de septiembre de 1747-15 de noviembre de 1751 nombrado arzobispo de Esztergom)
- František Xaver Klobušický † (20 de diciembre de 1751-6 de abril de 1760 falleció)
- József Batthyány † (15 de diciembre de 1760-20 de mayo de 1776 nombrado arzobispo de Esztergom)
- Adam Patačić † (16 de septiembre de 1776-19 de julio de 1784 falleció)
- Ladislaus von Kollonitsch † (10 de marzo de 1788-23 de abril de 1817 falleció)
  - Sede vacante (1817-1822)
- Péter Klobusiczky † (19 de abril de 1822-2 de julio de 1843 falleció)
- Ferenc Nádasdy † (24 de noviembre de 1845-22 de julio de 1851 falleció)
- Jozef Kunszt † (15 de marzo de 1852-5 de enero de 1866 falleció)
- József Krivinai Lonovics † (27 de noviembre de 1866-13 de marzo de 1867 falleció)
- Lajos Haynald † (17 de mayo de 1867-4 de julio de 1891 falleció)
- Juraj Császka † (17 de diciembre de 1891-11 de agosto de 1904 falleció)
- Gyula Városy † (11 de diciembre de 1905-28 de octubre de 1910 falleció)
- János Csernoch † (20 de abril de 1911-13 de diciembre de 1912 nombrado arzobispo de Esztergom)
- Árpád Lipót Várady † (25 de mayo de 1914-18 de febrero[6] de 1923 falleció)
- Gyula Zichy † (31 de agosto de 1925-20 de mayo de 1942 falleció)
- Gyula Glattfelder † (24 de septiembre de 1942-30 de agosto de 1943 falleció)
- József Grósz † (7 de mayo de 1943-3 de octubre de 1961 falleció)
- Endre Hamvas † (15 de septiembre de 1964-10 de enero de 1969 retirado[7])
- József Ijjas † (10 de enero de 1969-5 de junio de 1987 retirado)
- László Dankó † (5 de junio de 1987-25 de junio de 1999 falleció)
- Balázs Bábel, por sucesión el 25 de junio de 1999